# 夢を止めないで
『夢を止めないで』（ゆめをとめないで）は、須藤あきらの4枚目のシングル。

## 内容
オリコンチャート100位以内にランクインした須藤の最後の作品である。「代々木ゼミナール」コマーシャルソングとなった。

## 収録曲
作詞：須藤あきら　編曲：野中則夫
1. 夢を止めないで
作曲：谷本新
2. 明日こそ強くなれ
作曲：小泉誠司
3. 夢を止めないで (inst.)

## レコーディング参加
- 野中則夫（BLOW） - ギター
- 鈴木英利（BLOW） - キーボード